# Giovanni Battista Breda
Giovanni Battista Breda (Melegnano, 1931. július 21. – Milánó, 1992. július 13.) olimpiai ezüstérmes olasz párbajtőrvívó.